# Istočni limba jezik
Istočni limba jezik (ISO 639-3: lma; yimba, yumba), nigersko-kongoanski jezik podskupine limba, šire južnoatlantske skupine, kojim govori 4 000 ljudi u Gvineji (Johnstone 1993) i 600 u Sijera Leone (2006). Ima dva dijalekta sjeverni limba (warawara, ke-woya-yaka) i južni limba (biriwa-saroko-kalantuba-sunko).
Različit je od zapadnog-centralnog limba jezika [lia] s kojim čini južnoatlantsku podskupinu

## Vanjske poveznice
- Ethnologue (14th)
- Ethnologue (15th)